# 鈴木ほのか
鈴木 ほのか（すずき ほのか、1965年3月29日 - ）は、日本の女優、歌手、声優である。愛知県一宮市（旧尾西市）出身。株式会社ヴォイス　オブ　ジャパン所属。趣味・特技はドライブ・ピアノ・剣道。夫は、俳優の安崎求。1992年に芸術選奨文部大臣新人賞を受賞。2022年より国立音楽大学演奏・創作学科声楽専修非常勤講師。2025年3月末日で退職。 

## 略歴
愛知県立一宮高等学校在学中、作曲家であるいずみたくのミュージカル劇団「フォーリーズ」のミュージカル『俺達は天使じゃない』を観劇し感銘を受けた鈴木は、高校卒業後、いずみたく主宰の「イズミミュージカルアカデミー」に入所した。1984年3月の卒業後、ミュージカル劇団「フォーリーズ」に入団し、15年程の入所歴の中で、東宝ミュージカルなどに出演した。
1987年、東宝ミュージカル『レ・ミゼラブル』のオーディションに合格し、コゼットを演じた。その後も同ミュージカルのファンテーヌ、『ミス・サイゴン』のエレンなど帝国劇場での公演と、いずみたく所有のアトリエ・フォンティーヌという小劇場での公演に交互に出演していた。このアトリエ・フォンティーヌでいずみたく製作のミュージカル『見はてぬ夢』で芸術選奨文部大臣新人賞を受賞した。
劇団「フォーリーズ」退団後は、ストレートプレイや『ひとつ屋根の下』などのテレビドラマ、『プリンセスと魔法のキス』のティアナといった声優などの活動を行い、劇団四季のオーディションを受け、『マンマ・ミーア!』のドナ、『アイーダ』アムネリスなど劇団四季のミュージカルにも客演していた。
2022年4月より国立音楽大学演奏・創作学科声楽専修の非常勤講師に就任した。2025年3月末日で退職。

## 出演

### 舞台
- ミュージカル『悪魔になってみませんか』第14回公演（1984年4月 - 5月）花子 役
- ミュージカル『Babes In Arms』劇団自主公演（1984年11月）テリー 役
- ミュージカル『歌麿』第15回公演（1985年4月 - 5月、10月、1986年11月 - 12月）お銀/おきた 役
- ミュージカル『女の平和または男の平和』（1985年10月、サンシャイン劇場、1986年6月 - 7月: 中国公演、10月: 東北公演）八尋 役
- ミュージカル『GOD SPEL』（1986年1月、草月ホール・シアターアプル）ジョアンヌ 役
- 国鉄ミュージカル『希望』全国公演（1986年2月 - 4月）ミキ 役
- 洪水の前
  - （1987年2月、紀伊国屋ホール）張芳蘭 役
  - （1996年3月 - 1997年1月、新宿紀伊国屋劇場）主演・徳大寺茉莉 役
- ミュージカル『レ・ミゼラブル』
  - （1987年 - 1991年、帝国劇場 他）コゼット 役
  - （1997年 - 2001年、帝国劇場 他）ファンティーヌ 役
  - （2017年 - 2019年、帝国劇場 他）マダム・テナルディエ 役
- ミュージカル『By Jupiter』第17回劇団本公演（1987年11月）
- ミュージカル『スブやん』（1988年11月、アトリエ・フォンテーヌ）
- ミュージカル『イダマンテ』（1989年11月、中野サンプラザ）イリア 役
- ミュージカル小劇場『見はてぬ夢』（1990年 - 1993年、アトリエ・フォンテーヌ 他）主演
- ミュージカル『船長』（1990年 - 1993年）春江 役
- ミュージカル『心を繋ぐ6ペンス』（1991年4月、帝国劇場）アン 役
- ミュージカル『ミス・サイゴン』（1992年 - 1993年, 2008年 - 2009年、帝国劇場）エレン 役
- ミュージカル『ファルセット』（1994年10月、サンシャイン劇場）コーデリア 役
- NHKミュージカルファンタジー『裏庭に棲む水の精』（1995年5月）主演
- ミュージカル『回転木馬』（1995年5月 - 9月: 帝国劇場、1996年4月 - 5月: 中日劇場、7月 - 8月: 飛天劇場）主演・ジュリー 役
- ミュージカル『見はてぬ夢2』（1995年10月 - 1996年2月、アトリエ・フォンテーヌ）主演
- ミュージカル『グイン・サーガ 炎の群像』（1995年11月9日 - 26日: シアターアプル、12月1日 - 10日: シアタードラマシティ）王女リンダ 役[4]
- ミュージカル『エニシング・ゴーズ』（1996年10月、青山劇場）お嬢様ホープ 役
- ミュージカル『シー・ラヴズ・ミー』（1997年3月、中日劇場）イローナ・リター 役
- ミュージカル『デュエット』（1998年9月 - 10月、アートスフィア・地方公演）主演・ソニア・ウォルクス 役
- ミュージカル座『ひめゆり』（1998年11月: 世田谷パブリックシアター、2002年10月 - 11月: 東京芸術劇場中ホール）主演・上原婦長 役[5]
- ミュージカル『カルメン』（1999年10月 - 11月: 青山劇場、2001年3月: 中日劇場、10月: 梅田コマ劇場）ミカエラ 役
- はなざかり 女ざかり（1999年12月、名鉄ホール）山本道子 役
- ミュージカル『アイ・ラブ・ニューヨーク』（2000年2月18日 - 28日: シアターアプル、3月8日 - 18日: 新神戸オリエンタル劇場）ジェニー 役
- ミュージカル『THE KITCHEN』（2000年7月 - 8月: 中部地方、8月 - 9月: 世田谷パブリックシアター、9月: 北海道）主演・モニック 役[6]
- 木山事務所『ぼくの失敗－私の下町3』（2000年10月、俳優座）主演・L 役
- ミュージカル『MILLENNIUM SHOCK』（2000年11月2日 - 26日、帝国劇場）コウイチの義姉 役[7]
- ミュージカル『ミュージカルへようこそ』（2002年1月、よみうりホール）主演
- 春の演劇祭『風の砦』（2002年3月、明治座）ショルラ 役
- 地人会公演『お月さまのジャン』（2002年9月 - 10月、紀伊国屋ホール 他）主演・マルスリーヌ 役
- 五木ひろし特別公演（2003年7月、御園座）乙女 役
- 日本橋物語（2003年9月、明治座）吉本美代 役
- 福岡市民芸術祭40周年記念事業 市民ミュージカル『3 ONE LOVE・PEACE・DREAM』（2003年12月23日、福岡国際会議場メインホール）
- Words & music ～リチャード・ロジャースって誰?～（2003年12月29日、目黒BLUES ALLEY JAPAN）
- しあわせ家族（2004年2月3日 - 16日: 名鉄ホール、18日: 大阪府岸和田浪切ホール 大ホール、19日: 愛媛県松山市民会館 大ホール、20日: 高知県立県民文化ホール オレンジホール）洋子 役
- DREAM BOY（梅田コマ劇場）ナオミ 役
  - KAT-TUN&関ジャニ∞編（2004年4月30日 - 5月7日）[8]
  - タッキー編（2004年5月8日 - 5月23日）[8]
- 花よりタンゴ（2004年9月1日: 阿南市市民会館、2日: 鳴門市文化会館、4日 - 6日: 徳島県郷土文化会館）月岡桃子 役[9]
- 喜劇『売らいでか!』（2005年3月2日 - 28日、博多座）きく子 役
- 東宝ミュージカル『ちぎれた雲はどこへ行く』（2005年7月 - 8月）タヌキのポンチョ 役
- とってもゴースト（2006年、東京芸術劇場、愛知、兵庫、静岡）入江ユキ 役
- 松平健特別公演『弁慶』（2006年3月: 御園座、7月: 新宿コマ劇場）ほくろ 役
- G-Live&Party2007 『GENERATIONS』 70’s Rock Soul Musical & Godspell（2007年2月15日 - 18日、天王洲 銀河劇場）[10]
- 喜劇『極楽町一丁目〜嫁姑地獄篇〜』（2007年7月、博多座）
- GENERATIONS Vol.2（2007年7月28日 - 29日、シアター1010）
- GENERATIONS Vol.3（2007年10月27日 - 28日、東京芸術劇場）
- 松井誠 特別公演『くの一』（2007年12月）華厳 役
- 東京芸術劇場ミュージカル月間作品『妊娠させて!』（2008年2月1日 - 7日、東京芸術劇場 プレイハウス）脇水真由 役[11]
- 劇団四季ミュージカル『マンマ・ミーア!』ドナ・シェリダン 役
  - 名古屋初演（2008年2月23日 - 5月23日, 11月5日 - 12月7日、新名古屋ミュージカル劇場）
  - 仙台初演（2010年10月27日 - 11月23日、東京エレクトロンホール宮城）
  - 京都初演（2011年11月25日 - 2012年3月11日、京都劇場）
- 劇団四季 ソング&ダンス55ステップス　女性シンガー 役
  - 東京初演（2008年10月4日 - 2009年3月29日: JR東日本アートセンター四季劇場［秋］）
  - 名古屋初演（2009年5月17日 - 6月28日: 新名古屋ミュージカル劇場）
  - 大阪初演（2009年7月13日〜9月6日: 大阪四季劇場）
  - 福岡初演（2009年11月19日 - 2010年1月3日: 福岡シティ劇場）
  - 全国公演（2010年1月22日 - 6月29日）
  - 東京凱旋（2010年9月23日 - 11月21日: 電通四季劇場［海］）
- サマーハウスの夢（2009年8月27日 - 9月6日: 俳優座劇場、9月10日 - 10月8日: 地方公演）ベル 役[12]
- 劇団四季ミュージカル『アイーダ』（2010年4月17日 - 7月4日, 7月22日 - 9月5日、電通四季劇場［海］）アムネリス 役
- 劇団四季ミュージカル『キャッツ』（2012年8月11日 - 8月26日、キヤノン・キャッツ・シアター）グリザベラ 役
- ミュージカル『ロック・ザ・フィガロ』（2013年4月26日 - 5月3日、川崎市アートセンター アルテリオ小劇場）吉野 役[13]
- ミュージカル『SEMPO -日本のシンドラー 杉原千畝物語-』（2013年9月10日 - 29日、新国立劇場 中劇場）杉原幸子 役[14]
- 劇団M.M.C.15周年記念公演 Rock Musical『ロミオとジュリエット 復活編』（2014年12月16日 - 21日、俳優座劇場）運命の女王 役[15]
- ブラッドブラザーズ（2015年2月14日 - 28日: 新橋演舞場、3月4日 - 15日: 大阪松竹座）ライオンズ夫人 役[16][17]
- ザ・ライフ・カムパニイ『星の王子さま～サン=テグジュペリ物語』（2015年5月27日 - 31日、あうるすぽっと）コンスエロ 役[18]
- おかしな二人～女性版～（2015年10月2日 - 4日、麻布区民センターホール）主演・オリーブ 役[19]
- ABC座2016株式会社応援屋!!（2016年10月5日 - 27日、日生劇場）大山裕美子 役[20]
- ミュージカル『メリー・ポピンズ』バードウーマン／ミス・アンドリュー（島田歌穂とのダブルキャスト）
  - 2018年3月25日 - 5月7日: 東急シアターオーブ、5月19日 - 6月5日: 梅田芸術劇場 メインホール[21][22]
  - 2022年3月31日 - 5月8日: 東急シアターオーブ、5月20日 - 6月6日: 梅田芸術劇場 メインホール[23][24]
- ダンス×人形劇『エリサと白鳥の王子たち』（2018年7月28日 - 29日: 日生劇場、2019年1月28日 - 2月12日: 全国公演）女神 役[25][26]
- 日本一! 尾張の賑わい殿様（2018年11月2日 - 24日、御園座）静姫 役
- ミュージカル『オリバー!』（2021年10月7日 - 11月7日: 東急シアターオーブ、12月4日 - 14日: 梅田芸術劇場 メインホール）ミセス・コーニー 役（浦嶋りんことのダブルキャスト）[27]
- ミュージカル『チャーリーとチョコレート工場』（2026年3月27日 - 31日〈予定〉:ウェスタ川越、4月7日 - 29日〈予定〉:日生劇場、5月〈予定〉:福岡、6月〈予定〉:大阪） - グループ夫人 役[28]

### コンサート
- HONOKA FRESH RUN（1990年1月、紀伊国屋ホール）
- NHK『ミュージック フェスティバル』文化庁芸術祭特別公演（1991年10月、NHKホール）
- 「こどもの日」のコンサート（1998年5月5日、サントリーホール）司会
- タナボタ企画コンサート「Nothing but Musicals 2」（1999年3月、草月ホール - 愛知県中小企業センターホール - 大阪フェスティバル・リサイタルホール）
- 「NATURE SONG」コンサート（1999年、シアタートラム）
- BEAUTY & PIANIST（2001年11月8日、南青山MANDALA）
- LIVE CAFE MUSIC #5 新しい関係（2002年7月、青山円形劇場）
- サウンドストーリー&ミニコンサート『力えるくんのたからもの』（2003年3月28日 - 29日、岡崎市知立市）
- ほのか夢クラブ・ライブ 3rd LIVE『TREASURE』
- サウンドストーリー&ミニコンサート（2003年11月22日、東京都昭島市）
- ミュージカルGREATEST HITS 2007 SHOW TIME（2007年1月7日）
- ランチタイムコンサート（2007年10月16日、アークカラヤン広場）
- コールポーターガラコンサート（2011年2月18日, 19日, 21日、キャナルシティ劇場）[29]
- ほのか夢クラブプライベートミニライブ『Progress』（2011年9月18日、Live Cafe SaLa）
- 近藤浩章トーク＆ミュージックショー～こんどうさんのおもてなし～（音楽実験室 新世界）[30]
  - vol.1（2012年4月26日）
  - vol.5（2012年12月11日）
  - vol.8（2013年7月2日）
  - vol.10（2014年1月31日）
  - vol.12（2014年7月31日）
  - vol.15（2015年6月29日）
- オータムコンサート『ミュージカルに乾杯』（2012年10月13日、春秋座）
- ほのか夢クラブ ランチパーティ（2014年6月8日、恵比寿イーストギャラリー）
- ほのか夢クラブライブ 『Anniversary』～30年の感謝を込めて～（2014年9月7日、Live Cafe SaLa）
- ミュージカルLIVE2015～夏鳥風月（2015年7月19日: Doxy、7月25日: NAMホール、8月2日: 二子玉川 KIWA、2016年6月26日: 東京公演、7月2日: 名古屋公演）[31]
- Birthday Live（2020年8月9日、南青山MANDARA）
- サマーミュージックパーティ（2021年7月1日、BLUES ALLEY JAPAN）

### テレビドラマ
- ひとつ屋根の下（1993年4月12日 - 6月28日、フジテレビ）榊千鶴 役
- 大江戸風雲伝（1994年4月8日 - 1994年7月15日、NHK総合テレビ）お滝 役
- 探偵事務所 第2作「7つの予告殺人プログラム!」（1995年、テレビ朝日）ゲスト主演・水野早紀 役
- 水戸黄門
  - 第26部17話（1998年、TBSテレビ）おしず 役
  - 第37部最終回（2007年9月17日、TBSテレビ）芸者・染乃 役
- 家族になろうよ!（1999年2月1日 - 3月19日、TBSテレビ）
- キッズ・ウォー3 〜ざけんなよ〜（2001年7月30日 - 9月28日、CS放送TBSチャンネル）
- 女と愛とミステリー（2001年、テレビ東京）
- 海猿2（2003年8月18日、NHKデジタル衛星ハイビジョン）池澤多佳子 役
- ホーンブロワー 海の勇者（2003年8月6日 - 7日、NHK衛星第2テレビジョン）
- 海底の君へ（2016年2月20日、NHK総合テレビジョン）

### テレビ番組
- 音楽・夢コレクション（1989年10月 - 1991年2月、NHK総合テレビジョン）準レギュラー
- クイズ日本人の質問（1993年、NHK総合テレビジョン）ゲスト出演
- おしゃれ工房（1994年、NHK教育テレビジョン）ゲスト出演
- ひだまり日曜日（1994年、関西テレビ）
- 料理バンザイ!（1998年1月11日、テレビ朝日）
- 笑顔がいちばん!（TBSテレビ）
  - 第398回（2001年11月4日）レポーター（埼玉県 桶川市、朝霞市）
  - 第418回（2002年3月24日）レポーター（北海道 壮瞥町、小樽市）
  - 第433回（2002年7月14日）レポーター（宮城県 江南町、岩出山町）
  - 第469回（2003年4月20日）レポーター（宮崎県西都市 綾町）
  - 第475回（2003年6月1日）レポーター（小田原市、箱根町、真鶴町、湯河原町）
  - 第502回（2003年12月14日）レポーター（福岡県甘木朝倉広域市町村圏）
- 音楽のある街で（2004年5月、NHK衛星第2テレビジョン）
- クイズ!脳ベルSHOW（2020年9月16日、17日、BSフジ）
- 痛快TV スカッとジャパン 今年話題の人が新悪役SP ショートドラマ「ファミリースカッと」編（2021年1月11日、フジテレビ）

### 吹き替え

#### 劇場アニメ
- エイリアン（1979年5月25日、20世紀フォックス）ランバート 役（DCDVD・BD版）
- アナスタシア（1997年11月21日、20世紀フォックス）主人公・アナスタシア皇女 / アーニャ 役（歌唱部分のみ）
- クレイドル・ウィル・ロック（1999年12月6日、ブエナ・ビスタ・ピクチャーズ）オリーヴ・スタントン 役
- ムーラン・ルージュ（2001年5月9日、20世紀フォックス）主人公・サティーン 役
- 彼女たちの時間（2001年5月12日、日活=トライエム）主人公・ナタリー 役
- ホーンテッドマンション（2003年11月26日、ウォルト・ディズニー・スタジオ・モーション・ピクチャーズ）サラ・エヴァース 役
- プリンセスと魔法のキス（2009年11月25日、ウォルト・ディズニー・アニメーション・スタジオ）主人公・ティアナ 役[32]
- シュガー・ラッシュ:オンライン（2018年11月21日、ウォルト・ディズニー・スタジオ・モーション・ピクチャーズ）ティアナ 役[33]
- LEGO ディズニープリンセス：お城の冒険（2023年8月18日、Disney+） - ティアナ 役
- ワンス・アポン・ア・スタジオ -100年の思い出-（2023年12月15日、ウォルト・ディズニー・ジャパン）- ティアナ 役
- ウィッシュ（2023年12月15日、ウォルト・ディズニー・ジャパン）[34]

### ラジオ
- ふれあいラジオPARTY（1991年）
- 光のメッセージ（1992年4月 - 1993年9月、FM愛知）パーソナリティ
- 特集オーディオドラマ『ニッポン・ハッピー・デイズ』（2003年1月1日、NHK-FM）主演・祐子 役
- ミッドナイト・ポップライブラリー（2003年4月25日、NHK-FM）

### CM
- NTT（1988年）テレホンカード版、秋のテレホンフェアー版、年末年始版
- アンデルセン（1989年）
- 郵政省（1991年）ポスター
- ホーユー（1992年）イメージキャラクター
- 東京ガス（2002年）ラジオCMソング

### その他
- 丸の内一日警察署長（1995年4月）
- 名古屋ドーム　中日対日本ハム始球式（1998年3月12日）
- ディズニー・オン・アイス2012『ミッキー・ミニーのプリンセス&ヒーロー』ティアナ 役（吹替）
- キネコ国際映画祭（2016年3月5日、6日: 東京世田谷会館、19日: 一宮市民会館）
- Ultimate Princess Celebration「勇気と優しさ クラブ」（2021年8月24日、YouTube）ティアナ 役[35]

## 作品

### シングル
- 雨のあとに / ソング・フォー・ユー（1993年6月1日、日本コロムビア） - 『ひとつ屋根の下』メイン・テーマ[36]
- 元気の旅 VOL.7 Nature Song's History（1999年8月27日、アブソードミュージックジャパン）
- 音楽朗読劇『カえるくんのたからもの』（2003年3月26日、メルダック・レコーズ）
- 音楽朗読劇『そっくりのくりのき』（2003年7月24日、メルダック・レコーズ）
- HONOKA'S Musical Favorites I（2005年7月3日、C・オーグメント）
- HONOKA'S Musical Favorites II（2007年2月14日、C・オーグメント）
- HONOKA'S Musical Favorites III（2012年5月11日、C・オーグメント）

### 参加アルバム
- ミス・サイゴン（日本公演ハイライト盤）（1992年4月8日、東芝EMI） - 「今も信じているわ (I still believe)」（本田美奈子と共に歌唱）
- ミス・サイゴン《帝劇（東京）公演 完全全曲ライヴ盤》（2枚組）（東芝EMI） - 「今も信じてるわ (I STILL BELIEVE)」「新しい事実（ポスト・ブイ・ドイ） (TEH REVELATION)」「キムとエレン (KIM AND ELLEN)」「今、彼女にあった (NOW THAT I'VE SEEN HER)」「エレンとクリス (THE CONFRONTATION (ELLEN AND CHRIS))」
- 回転木馬《日本公演ライヴ盤》（東芝EMI） - 「ミスター・スノウ (MISTER SNOW)」「もしもあなたを愛したら (IF I LOVED YOU)」「考えてもはじまらない (WHAT'S THE USE OF WOND'RIN)」「もしもあなたを愛したら（リプライズ） (IF I LOVED YOU (REPRISE))」
- グイン・サーガ炎の群像（日本コロムビア） - 「モンゴールの奇襲」「パロの娘」「赤い月の下で」「リンダの恋」「蜃気楼の恋歌」「DREAM AGAIN」
- Proof of Brightness（2003年4月23日、ビクターエンタテインメント） - 大地真央の6th アルバム。「シーズンズ・オブ・ラブ」に参加。

## 雑誌
- THEMIS（1989年）表紙
- シアターガイド6月号（2017年5月2日、モーニングデスク社）
- ミュージカル　5・6月号（2017年5月5日、ミュージカル出版社）
- オモシィ・マグ Vol.10（2017年5月18日、株式会社アンファン）

## 受賞歴
- 芸術作品賞 - ミュージカル『歌麿』（1985年10月、アトリエ・フォンテーヌ）お銀/おきた 役
- 芸術選奨新人賞 大衆芸能部門 - ミュージカル小劇場『見はてぬ夢』（1992年、アトリエ・フォンテーヌ 他）主演
- 社団法人「日本音楽事業者協会」芸能貢献・芸能功績表彰（1996年）
- 演劇ペンクラブ賞 - ミュージカル『レ・ミゼラブル』（2017年） - 過去の公演を含めた主要女性三役の演技を称して受賞